# 魯穆國
魯穆國是北宋司天监官员馬依澤的故国。具体所在不详。
有研究者认为，魯姆（Rûm）其為自阿拉伯語（روم），指魯姆蘇丹國或羅馬帝國。 於北宋時期歸屬於東羅馬帝國又稱拜占庭帝國，今歸屬土耳其。